# Marga Mulia (Rambang)
Marga Mulia is een bestuurslaag in het regentschap Muara Enim van de provincie Zuid-Sumatra, Indonesië. Marga Mulia telt 2559 inwoners (volkstelling 2010).